# گائتانو مانو
گائتانو مانو (انگلیسی: Gaetano Manno؛ زادهٔ ۲۶ ژوئیهٔ ۱۹۸۲) بازیکن فوتبال اهل آلمان است.
از باشگاه‌هایی که در آن بازی کرده‌است می‌توان به باشگاه فوتبال پادربورن، باشگاه فوتبال قوت-وایس ارفورت، باشگاه فوتبال بوخوم، و باشگاه فوتبال اسنابروک اشاره کرد.